# 克鲁舍瓦茨

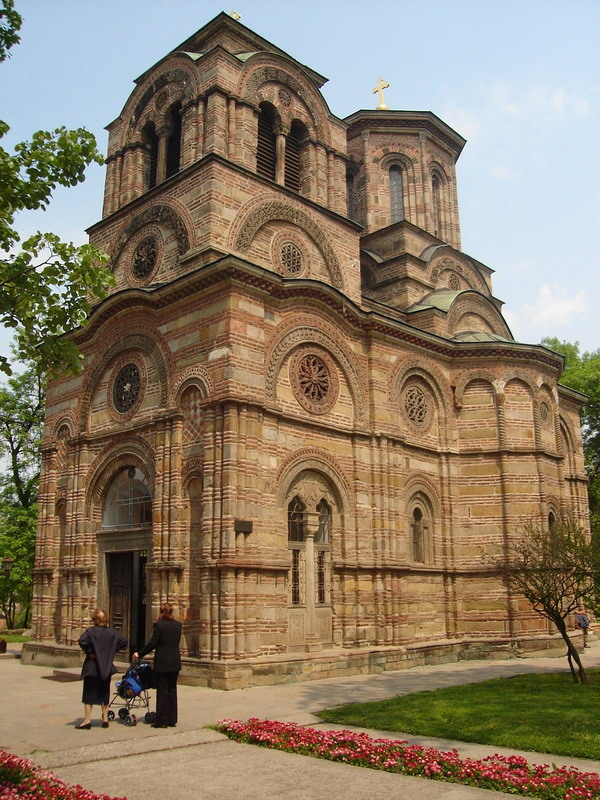
拉扎尔教堂

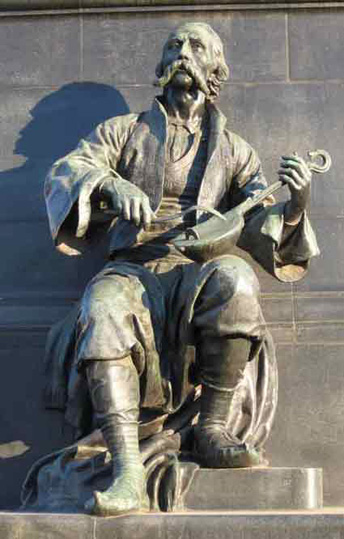
克鲁舍瓦茨市内的菲利普·维什尼奇（Filip Višnjić）雕像

克鲁舍瓦茨（羅馬化：Kruševac）是塞尔维亚拉西纳区的城市及该区的行政中心。城市面积为854平方公里，2022年人口数量为113,582人，中心城区的人口数量则为68,119人。

## 友好城市

### 姐妹城市
- 義大利 
 皮斯托亚(1966年建立)
- 特罗吉尔(1972年建立)
- 特拉夫尼克(1972年建立)
- 希腊 
 克基拉市(1985年建立)
- 匈牙利 
 圣安德烈(1990年建立)
- 以色列 
 迦特镇(1990年建立)
- 羅馬尼亞 
 勒姆尼库沃尔恰(2003年建立)

### 类似关系城市
- 俄羅斯 
 伏尔加格勒(1999年建立)
- 保加利亚 
 旧扎戈拉(2000年建立)
- 俄羅斯 
 梁赞(2000建立)
- 比耶利纳(2006年建立)